# Ingeborg Wellmann

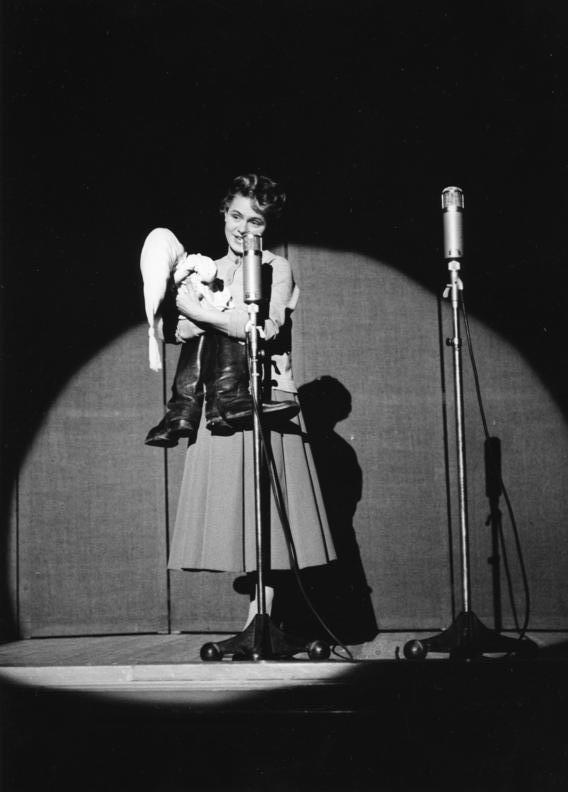
Ingeborg Wellmann mit den Stachelschweinen in Düsseldorf 1956

Ingeborg Wellmann (* 5. Mai 1924 in Breslau; † 6. Januar 2015 in Berlin) war eine deutsche Schauspielerin und Synchronsprecherin.

## Leben
Ingeborg Wellmann war langjährig als Synchronsprecherin tätig. Sie sprach für Claire Trevor in Ringo, Sharon Tate in Tanz der Vampire, Jane Fonda in Ein Mann wird gejagt, Piper Laurie in Gottes vergessene Kinder oder Bonnie Hunt in Rain Man.
Eine ihrer bekanntesten Rollen dürfte aber Betty Geröllheimer in der Zeichentrickserie Familie Feuerstein sein, die sie in sämtlichen 166 Folgen sprach. Sie sprach auch die Gutemine in Asterix – Operation Hinkelstein (Astérix et le coup du menhir, 1989), die Großmutter Marie in der Zeichentrickverfilmung Anastasia und Madame Pottine in Die Schöne und das Biest. Ferner wirkte sie in einigen Folgen der Hörspielserien 
Benjamin Blümchen und Bibi Blocksberg mit.
Sie war des Weiteren auch bei sehr vielen Hörspielproduktionen der Reihe Damals war’s – Geschichten aus dem alten Berlin des RIAS als Sprecherin beteiligt.
Ingeborg Wellmann spielte 1953 neben Hans Richter und Rudolf Carl in der Komödie Knall und Fall als Detektive und 1960 in Dietrich Haugks Heldinnen. In dem Film Genosse Münchhausen (1962) des Kabarettisten Wolfgang Neuss trat sie in einer Nebenrolle auf. Im Fernsehen war sie u. a. in Serien wie Wie gut, daß es Maria gibt, Liebling Kreuzberg und in zwei Tatort-Folgen zu sehen.
Sie gehörte zum Ensemble der Berliner Stachelschweine und war mit dem Kollegen Heinz Giese verheiratet, der im Oktober 2010 starb.
Wellmann starb im Januar 2015 im Alter von 90 Jahren. Beigesetzt wurde sie auf dem Waldfriedhof Zehlendorf in Berlin-Nikolassee (Feld 032, Ruhegemeinschaft) in der unmittelbaren Nähe ihres Mannes.

## Filmografie (Auswahl)
- 1953: Von Liebe reden wir später
- 1953: Knall und Fall als Detektive
- 1955: Die 10 war ihr Schicksal
- 1955: Michael Kramer
- 1958: Meine 99 Bräute
- 1959: Herbert Engelmann
- 1960: Die Botschafterin
- 1960: Heldinnen
- 1962: Genosse Münchhausen
- 1965: Mach’s Beste draus
- 1968: Der eiserne Henry
- 1971: Bedenkzeit
- 1975: Familienglück
- 1975: Berlin – 0:00 bis 24:00 – Kudamm gegen Bretzenheim
- 1976: Ein Fall für Stein – Denkzettel per Telefon
- 1977: Jede Woche hat nur einen Sonntag
- 1978: Der Pfingstausflug
- 1979: Nachbarn und andere nette Menschen
- 1984: Die Platzanweiserin
- 1985–1986: Tatort (Fernsehreihe)
  - 1985: Tod macht erfinderisch
  - 1986: Tödliche Blende
- 1988: Liebling Kreuzberg – Die Fehler der anderen
- 1990–1991: Wie gut, daß es Maria gibt (24 Folgen)

## Hörspiele (Auswahl)
- 1954: Erich Wildberger: Ring über Ostkreuz (2 Teile) (Ella Schäfer) – Regie: Curt Goetz-Pflug (SFB)
- ?    : Alf Tamin: Hilfe – Meine Frau will mein Bestes. Ein ehelicher Stoßseufzer – Regie: Werner Oehlschläger (RB)
- 1961: Pierre MacOrlan, Nino Frank: Pension Usher (Zizi) – Regie: Peter Schulze-Rohr (SWF)
- 1962: Thierry: Pension Spreewitz (Der Ausflug, Folge 121, Erstsendung am 13. Oktober 1962) – Regie: Ivo Veit (RIAS Berlin)
- 1963: Thierry: Pension Spreewitz (Giselas Tauschgeschäfte, Folge 138, Erstsendung am 8. Juni 1963) – Regie: Ivo Veit (RIAS Berlin)
- 1963: Horst Pillau: Der Doktor – Regie: Günther Schwerkolt (SFB)
- 1971: Herbert Achternbusch: Absalom (Kind) – Regie: Raoul Wolfgang Schnell (SDR)
- 1964–1978: Diverse Autoren: Damals war's – Geschichten aus dem alten Berlin (in 16 Geschichten mit 204 Folgen hatte sie eine durchgehende Rolle) – Regie: Ivo Veit (40 Geschichten in 426 Folgen) (RIAS Berlin)
- 1966: Michael Maaßen: Bella (Titelrolle) – Regie: Siegfried Niemann (SFB)
- 1979: Anonym: Jumbo und Chelonia. Eine Comic-Serie des „Deutschen Missionswerks“ (UNTI) – Regie: Siegfried Niemann (SFB)